# Peter Tatsuo Doi
Peter Tatsuo Doi (ペトロ土井辰雄, Petoro Doi Tatsuo, né le 22 décembre 1892 à Sendai au Japon, et mort le 21 février 1970 à Tokyo) est un cardinal japonais de l’Église catholique du XXe siècle, créée par le pape Jean XXIII. Il est le premier cardinal japonais.

## Biographie
Le P. Doi étudie à Sendai et à Rome. Après son ordination il fait du travail pastoral dans le diocèse de Sendai. Il est secrétaire du délégué apostolique au Japon en 1934-1937. En 1938, Mgr Doi est élu archevêque de Tokyo.
Le pape Jean XXIII le crée cardinal lors du consistoire du 28 mars 1960. Il assiste au Concile Vatican II (1962-1965) et participe au conclave de 1963 (élection de Paul VI). 